# Deanna Jackson
Deanna Jackson (Selma, 15 dicembre 1979) è un'ex cestista statunitense, professionista nella WNBA.

## Carriera
È stata selezionata dalle Cleveland Rockers al primo giro del Draft WNBA 2002 (8ª scelta assoluta).